# Lycodryas cococola
Lycodryas cococola es una especie de serpientes de la familia Lamprophiidae.
Es endémica de las islas de Gran Comora y Mohéli, en las Comoras.
Se encuentra amenazada por la pérdida de su hábitat natural.